# The Climbers
The Climbers er en amerikansk stumfilm fra 1915 af Barry O'Neill.

## Medvirkende
- Gladys Hanson som Blanche Sterling
- Walter Hitchcock som Dick Sterling
- Dorothy DeWolfe som Richard Sterling
- Charles Brandt som John Hunter
- George Soule Spencer som Ned Warden